# Cimarron (Texas)
 For alternative betydninger, se Cimarron. (Se også artikler, som begynder med Cimarron)
Cimarron er et kommunefrit område i Harris County, Texas. Cimarron er 40 kilometer fra hjertet af Houston, og er i en højde af 125 fod.
29°46′15″N 95°45′30″V / 29.7708°N 95.7583°V